# 雷蒙德·史蒂文斯
雷蒙德·史蒂文斯（英語：Raymond Stevens，1963年7月26日—），英国男子柔道运动员。他曾代表英国参加1992年和1996年夏季奥林匹克运动会柔道比赛，其中1992年奥运会获得一枚银牌。